# ألون بف
ألون بف هو سياسي بريطاني، ولد في 9 يونيو 1955 في المملكة المتحدة. حزبياً، نشط في حزب العمال الويلزي ‏ وحزب العمال. في انتخابات الجمعية الوطنية الويلزية 2003 ‏، انتخب عضو الجمعية الوطنية الويلزية الثانية ‏ عن دائرة Clwyd West (Senedd constituency) ‏ وقد انضم خلال فترته النيابية ‏ (1 مايو 2003 – 28 مارس 2007) للكتلة البرلمانية حزب العمال الويلزي ‏ وفي انتخابات الجمعية الوطنية الويلزية 1999 ‏، انتخب عضو الجمعية الوطنية الويلزية الأولى عن دائرة Clwyd West (Senedd constituency) ‏ وقد انضم خلال فترته النيابية ‏ (6 مايو 1999 – 2 أبريل 2003) للكتلة البرلمانية حزب العمال الويلزي ‏ وانتخب Minister for Culture, Welsh Language and Sport ‏ (2003 – 2007).